# Mehadeyis
Mehadeyis (w piśmie MHDYS) (ok. 360) – władca afrykańskiego państwa Aksum. Znany przede wszystkim za pośrednictwem  wybitych przez niego monet. 
Na emitowanych przez niego monetach ponownie pojawiają się napisy w języku gyyz. Badacz Stuart Munro-Hay przypuszcza, że inskrypcja na monetach brązowych: bzmsql tmw (pol. „pod tym krzyżem podbijesz”) jest luźnym tłumaczeniem legendarnej sentencji: In hoc signo vinces (łac. „pod tym znakiem zwyciężysz”), która pojawia się na monetach cesarza Konstantyna Wielkiego.